# ドラゴンボールZ カカロット
『ドラゴンボールZ カカロット』（ドラゴンボールゼット カカロット、DRAGONBALL Z KAKAROT）は、バンダイナムコエンターテインメントより発売されたゲームソフト。
2020年1月16日にPlayStation 4版 / Xbox One版が発売。2021年9月22日にはダウンロードコンテンツ「新たなる覚醒」を同梱したNintendo Switch版『ドラゴンボールZ KAKAROT + 新たなる覚醒セット』が発売された。日本国外ではMicrosoft Windows (Steam) でもリリース（2024年5月23日に日本でもリリース）され、2023年1月12日にはPlayStation 5版が発売された。その翌日、同年1月13日にXbox Series X/S版が発売予定であったが発売直後に重篤な不具合が発覚したため急遽発売延期となり、2023年2月3日に発売された。
鳥山明の漫画およびアニメ『ドラゴンボール』を題材にしたアクションRPG。開発担当はサイバーコネクトツー。

## 概要
タイトルはアニメの『ドラゴンボールZ』名義の表題と、『カカロット』は主人公である孫悟空（以下、悟空と表記）のサイヤ人としての名前を指す。プレイヤーは悟空を中心として主要登場キャラクターたちを操作して、鳥山明原作のアニメ『ドラゴンボールZ』の物語を体験する。また原作者の鳥山明が本作に際して新たに設定を起こしており、新規キャラクターも登場する。

### 物語の構成
ストーリーはアニメ『Z』と同じく第1章「サイヤ人襲来編」、第2章「悪の帝王フリーザ編」、第3章「戦慄の人造人間編」、第4章「復活の魔人ブウ編」の4つの章から構成されている。
追加DLCのシーズン1として、原作「魔人ブウ編」以降のシナリオ（『ドラゴンボールZ 神と神』、『ドラゴンボールZ 復活の「F」』）をベースとした2編構成のオリジナルストーリー「新たなる覚醒（前編・後編）」、悟空がいなくなった並行世界の未来のストーリー「-TRUNKS- 希望の戦士」が配信された。以降、引き続き悟空の父であるバーダックのストーリー「-BARDOCK- たったひとりの最終決戦」、『Z』の前作にあたる元祖時代の第23回天下一武道会をモチーフとしたストーリー「波乱の天下一武道会」、魔人ブウとの戦いから10年後の第28回天下一武道会をモチーフとしたストーリー「そして10年後」が追加DLCのシーズン2として配信された。さらにシーズン3としてアニメ『ドラゴンボールDAIMA』をベースとした追加シナリオが2部構成で発表され、PART1が2025年7月に配信され、PART2は2026年初頭に配信予定。

### 発売前後の流れ
発表時は「ドラゴンボールゲームプロジェクトZ」という名称で発表された。日本では2020年1月16日に発売。アメリカ、ヨーロッパでは2020年1月17日に発売。その後、新規サブストーリーや難易度設定が追加されたSwitch版が2021年9月22日に発売。Switch版は「新たなる覚醒」が同梱されており、タイトルに「+新たなる覚醒セット」が追記された。Switch版追加要素は後日アップデートにて他機種にも導入された。また、2021年11月4日よりSwitch版にて体験版が配信され、2021年12月16日からはPS4版および、XB1版にて体験版が配信された。体験版ではサイヤ人襲来編の一部までをプレイ可能となる。2023年1月13日には「-BARDOCK-」の配信開始と共にPS5版とXSX/S版の発売がされた。PS5版とXSX/S版は「新たなる覚醒」に加えて「-TRUNKS-」が同梱されており、タイトルに「スペシャルエディション」が追加され、Switch版もこの名称に統一されている。

### 演出・描写
物語の展開は原作に準拠しているが、一部シーンをより簡潔に描く・別の技で敵を倒すなど、映像描写が原作とは所々異なる。特に戦闘における暴力的表現を原作よりも抑えているほか、非戦闘シーンでも原作やアニメで暴力が絡む形のシーンが暴力を用いない形に変更されている。また、人体が欠損する描写のシーンについては、一部を除いて欠損しない形にしたり、原作と同じでも直接的な描写を避けている。このほか、DLC「波乱の天下一武道会」では、原作にあった亀仙人によるブルマへのセクハラ行為の描写が原作より抑えられている。
プレイアブルではない場面（ムービーシーン）の演出は集英社、東映アニメーションの協力により、アニメよりもオーバーに作られており、現行のCGによって強化された表現がなされている。また、一部アニメオリジナルのシーンや、本作オリジナルのシーンも収録されている。その他、本編ストーリーは魔人ブウ編までであるが、原作最終回における10年後のエピソード（「そして10年後」）はDLCとして収録されているため、エンディング後のフリープレイやクリア後に発生するクエストは、「魔人ブウ（純粋）を倒した直後の時期」が舞台となる。

## 登場人物

### メインキャラクター

#### プレイアブルキャラクター
プレイヤーが操作するキャラクター。キャラクター毎にフォームチェンジが設定されており、使用すると気力を徐々に消費するが与えるダメージがアップする。
孫悟空
声 - 野沢雅子
シリーズの主人公で、地球育ちのサイヤ人。第1章「サイヤ人襲来編」序盤（＝最初）から使用可能。しかし原作の展開上、離脱することも多い。
フォームチェンジは「界王拳」、「超サイヤ人」、「超サイヤ人2」、「超サイヤ人3」が使用可能。界王拳では気力ではなく体力が徐々に減少する。追加DLC「新たなる覚醒」では「超サイヤ人ゴッド」、「超サイヤ人ゴッドSS」を会得することができる。
DLC「波乱の天下一武道会」では最初のバトルのみ少年時代を、以降は青年時代を操作する。どちらもフォームチェンジは使用不可。
DLC「そして10年後」では本編とは別キャラクター扱いになるため、フォームチェンジは「超サイヤ人」、「超サイヤ人2」、「超サイヤ人3」のみとなる。
DLC「-DAIMA- 魔界の大冒険！ PART1」では少年の姿にされ孫悟空（ミニ）として登場し、如意棒を駆使してバトルを行う。ストーリーの展開上、フォームチェンジは「超サイヤ人」、「超サイヤ人2」のみ。
孫悟飯
声 - 野沢雅子
悟空の長男。第1章「サイヤ人襲来編」中盤から使用可能。ストーリー上、操作する機会が多く、各章のインターバルはいずれも悟飯視点が中心となっている。特定のバトルでは大猿化した状態で中ボスとなる。
フォームチェンジは「超サイヤ人」、「超サイヤ人2」の他、老界王神から開放された潜在能力を引き出す「究極開放」が会得できる。
ベジータ
声 - 堀川りょう
サイヤ人の王子で悟空のライバル。第1章「サイヤ人襲来編」では敵として登場し、第2章「悪の帝王フリーザ編」から使用可能。
フォームチェンジは「超サイヤ人」、「超サイヤ人2」が使用可能。悟空同様、追加DLC「新たなる覚醒」では「超サイヤ人ゴッド」、「超サイヤ人ゴッドSS」を会得することができる。
追加DLC「-BARDOCK- たったひとりの最終決戦」では少年期のベジータが登場し、ストーリークリア後の要素「ベジータ王子編」では「ベジータ王子」として使用可能だが、こちらはフォームチェンジがない。
DLC「そして10年後」クリア後の要素「二人のサイヤ人編」クリア後に解放される特定のサブストーリー限定でサポートキャラクターとして加わる。
ピッコロ
声 - 古川登志夫
悟飯の師匠であるナメック星人の戦士。第1章「サイヤ人襲来編」序盤（＝最初）から使用可能。
フォームチェンジは神との同化による力を引き出す「同化の真価」のみ使用可能。
DLC「波乱の天下一武道会」では「マジュニア」としてボスとなる。
トランクス
声 - 草尾毅
未来からやってきたベジータの息子。第3章「戦慄の人造人間編」から使用可能。セル討伐後は未来に帰るが、エンディング後はタイムマシンで再び現在へやってくるので使用できるようになる。
フォームチェンジは「超サイヤ人」のみ使用可能。
DLC「-TRUNKS- 希望の戦士」では主人公として登場し、ストーリー序盤では少年期の未来トランクスを操作できる他、ストーリー終盤にて「超サイヤ人2」を会得できる。
バーダック
声 - 野沢雅子
悟空の父親。追加DLC「-BARDOCK- たったひとりの最終決戦」で主人公として登場し、使用可能。
フォームチェンジは戦闘民族サイヤ人の本能を引き出す「戦闘民族の闘志」がストーリー中盤から使用可能。

#### 限定プレイアブルキャラクター
特定シナリオ限定でプレイヤーが操作するキャラクター。
ゴテンクス
声 - 野沢雅子 / 草尾毅
悟空の次男・孫悟天とベジータの息子・トランクス（幼年）がフュージョンで融合した姿。第4章「復活の魔人ブウ編」の特定のバトル限定で使用可能だが、メインストーリークリア後に特定のサブストーリーをクリアすると悟天、トランクス（幼年）のサポートアシストで使用可能になる。
ベジット
声 - 野沢雅子 / 堀川りょう
悟空とベジータがポタラで合体した姿。第4章の「復活の魔人ブウ編」の特定のバトル限定で使用可能。メインストーリークリア後に特定のサブストーリーをクリアすると悟空、ベジータのフォームチェンジで使用可能になる。
孫悟飯（未来）
声 - 野沢雅子
未来トランクスの師匠となる、心臓病で亡くなった未来世界の悟空の息子。DLC「-TRUNKS- 希望の戦士」にてストーリー序盤で操作することもある。本編の悟飯とは異なり、フォームチェンジは「超サイヤ人」のみ。
天津飯
声 - 緑川光
悟空の仲間の地球人。サポートキャラクターとしては第2章「悪の帝王フリーザ編」インターバルから使用可能。
DLC「波乱の天下一武道会」では特定のバトル限定で操作キャラクターとなる他、中ボスとしても登場する。
パン
声 - 皆口裕子
悟飯とビーデルの娘で悟空の孫。DLC「そして10年後」の特定のバトル限定で操作キャラクターとなる他、中ボスとしても登場する。悟空と同行するパートもあるが、その際は戦闘に参加しない。

#### サポートキャラクター
操作キャラクターではないが、プレイヤーの補助や援護をしてくれるキャラクター。基本的に各章クリア後のインターバル、メインストーリークリア後のみ使用可能。
クリリン
声 - 田中真弓
悟空の親友の地球人。第1章「サイヤ人襲来編」中盤から使用可能。
ヤムチャ
声 - 古谷徹
悟空の仲間の地球人。第2章「悪の帝王フリーザ編」インターバルから使用可能。
餃子
声 - 江森浩子
悟空の仲間の地球人。第2章「悪の帝王フリーザ編」インターバルから使用可能。
人造人間18号
声 - 伊藤美紀
ドクター・ゲロが作り出した人造人間。後にクリリンの妻となる。第3章「戦慄の人造人間編」では敵として登場し、メインストーリークリア後から使用可能。
孫悟天
声 - 野沢雅子
悟空の次男で悟飯の弟。第4章「復活の魔人ブウ編」から使用可能。また、特定のシーンでは一時的に操作キャラクターになるが、その時はバトルの機会は無い。
DLC「そして10年後」では青年期で中ボスとして登場する。
トランクス（幼年）
声 - 草尾毅
ベジータとブルマの息子。第4章「復活の魔人ブウ編」から使用可能。
東の界王神・シン
声 - 太田真一郎 / 小林由美子（ミニ）
第7宇宙の東の宇宙を担当する界王神。本編では戦闘はせず、追加DLC「-TRUNKS- 希望の戦士」の特定のバトルでのみサポートキャラクターとなる他、追加DLC「-DAIMA- 魔界の大冒険！ PART1」では少年の姿にされ界王神（ミニ）として登場し、特定のバトルを除けばサポートキャラクター固定となる。
トーマ
声 - 稲田徹
バーダックの仲間のサイヤ人の下級戦士で、バーダックチームをまとめている。追加DLC「-BARDOCK- たったひとりの最終決戦」の特定のバトルでのみサポートキャラクターとなる。
セリパ
声 - 三田ゆう子
バーダックの仲間のサイヤ人の下級戦士で、バーダックチームの紅一点。トーマ同様、追加DLC「-BARDOCK- たったひとりの最終決戦」の特定のバトルでのみサポートキャラクターとなる。
グロリオ
声 - 内山昂輝
大魔界の1つである第3魔界からやってきた少年魔人。キング・ゴマーを倒すため悟空や界王神を連れて大魔界へと出発する。追加DLC「-DAIMA- 魔界の大冒険！ PART1」の特定のバトルを除けばサポートキャラクター固定となる他、特定のバトルでは中ボスとしても登場する。

#### ゲストキャラクター
サポートキャラクターとは異なり、直接バトルには参戦しないが、プレイヤーやサポートキャラクターの補助や援護をしてくれるキャラクター。現時点では追加DLC「-DAIMA- 魔界の大冒険！ PART1」でのみ登場。
パンジ
声 - ファイルーズあい
第3魔界の魔王・カダン王の娘。カダン王国軍戦士との戦闘後に加入し、ゲストキャラクター固定となる。

### サブキャラクター
原作アニメからの登場で、ゲーム中のバトルに参加しないキャラクター。中には原作で戦いを繰り広げたキャラクターもいるが、いずれも本作ではバトルをしない。
ブルマ
声 - 久川綾
チチ
声 - 渡辺菜生子
今作では指定の料理を持っていくと、より高い効果を得られるコース料理を作ってくれる。よってチチ不在時はコース料理が利用不可だが、「-TRUNKS- 希望の戦士」では例外的にブルマが作ってくれる。
DLC「波乱の天下一武道会」では原作通り悟空と戦うが、ムービーのみで決着がつくためプレイヤーが操作して戦う機会は無い。コース料理はレストランでお食事券を使って注文する。
亀仙人
声 - 佐藤正治
ウミガメ
声 - 藤本たかひろ
ランチ
声 - 小山茉美
原作ではサイヤ人編以降は全く、アニメでも僅かしか登場しなかったが、本作ではストーリー中に複数回登場し、悟飯とも関わりを持つ。
ブリーフ博士
声 - 田中亮一
直接は登場しないが、原作で名前が出なかった妻は本作で「ビキニ」という名前が与えられている。
牛魔王
声 - 大友龍三郎
ヤジロベー
声 - 田中真弓
閻魔大王
声 - 大友龍三郎
北の界王
声 - 龍田直樹
バブルス
声 - 藤本たかひろ
アニメ版で界王の付き人を務めていたグレゴリーは登場しない。
地球の神（神様）
声 - 島田敏
ミスター・ポポ
声 - 川津泰彦
神龍
声 - 大友龍三郎
ストーリーに登場する他、インターバルやメインストーリークリア後はプレイヤーが任意でドラゴンボールを集めて呼び出すことも可能。
カリン
声 - 魚建
原作通り仙豆をくれる。仙豆はリアルタイムで作られていき、貰うには直接カリンのもとへ赴く必要があるが、9個まではストックしてくれる。
ウーロン
声 - 龍田直樹
プーアル
声 - 渡辺菜生子
ピラフ
声 - 千葉繁
原作ではシュウ、マイ共々サイヤ人編以降は『ドラゴンボール超』の破壊神ビルス編まで登場しないが本作では各所に現れ、クエストも存在する。
シュウ
声 - 玄田哲章
マイ
声 - 山田栄子
外見は原作初期およびアニメ『元祖』準拠でトランクスとの絡みもまだ無いが、ソウルエンブレムではトランクスとのセットボーナスが存在する。
占いババ
声 - 田中真弓
デンデ
声 - 平野綾
ネイル
声 - 楠大典
ムーリ長老
声 - 田中亮一
最長老
声 - 増谷康紀
ポルンガ
声 - 大友龍三郎
コルド大王
声 - 大友龍三郎
原作同様にトランクスに倒されるが、本作中には敵キャラクターとして戦うことはなく、ドラゴンボールで蘇生させても本人とは戦えない。
人造人間16号
声 - 緑川光
ミスター・サタン
声 - 江原正士
マーロン
声 - 牛田裕子
ビーデル
声 - 皆口裕子
イレーザ
声 - 浦和めぐみ
シャプナー
声 - 真殿光昭
アナウンサー
声 - 西脇保
キビト
声 - 青森伸
老界王神
声 - 田中亮一
スポポビッチ
声 - 江川央生
ヤムー
声 - 高戸靖広
子犬（ベエ）
声 - 鈴木真仁
悪人（ライフル銃の男）
声 - 沼田祐介
鶴仙人
声 - 岩崎ひろし
ナム
声 - 竹本英史
第1章「サイヤ人襲来編」当初から各所に姿を見せる。原作では会うことはなかった悟飯を父の悟空と見間違えるエピソードがある。
スノ
声 - 田中真弓
原作同様、魔人ブウ戦の元気玉のシーンで登場するが、ゲームクリア後に直接会える。
人造人間8号
声 - 飯塚昭三
第1章「サイヤ人襲来編」当初から各所に姿を見せる。人造人間であることを知らないトランクスと話す一幕や、体の不調を治すためにドクター・ゲロの研究所を調べるクエストがある。
ウパ
声 - 草尾毅
原作同様、魔人ブウ戦の元気玉のシーンでボラと共に登場。ゲームクリア後には聖地カリンに姿を見せる。
ボラ
声 - 江川央生
則巻アラレ
声 - 小山茉美
則巻千兵衛
声 - 屋良有作
則巻ガジラ
声 - 西原久美子
トワ
声 - 勝生真沙子
『ドラゴンボール ゼノバース』よりゲスト出演。ワールドマップ上に存在する凶敵を呼び寄せており、ミラを復活させるために凶敵を使いエネルギーを集めようとしていた。
予言魚
声 - なし
地球の通貨であるゼニーに興味を持っており、それと交換でアイテムを渡してくれる。ゲーム的にはショップのシステムでアイテムを買ったり売ったりすることが可能。
パンプーキン
声 - 増谷康紀
バーダックの仲間だが、トーマ、セリパとは異なりサポートキャラクターとしては参戦しない。
トテッポ
声 - 塩屋浩三
バーダックの仲間だが、パンプーキン同様、サポートキャラクターではない。
トオロ
声 - 銀河万丈
孫悟飯
声 - 千葉繁
シェン
声 - 島田敏
ブラ
声 - 久川綾
キング・ゴマー
声 - 森久保祥太郎
デゲス
声 - 榎木淳弥
ドクター・アリンス
声 - 日笠陽子
カダン王
声 - 楠見尚己

### オリジナルキャラクター
各章で発生するサブストーリーなどで登場する本作オリジナルのキャラクター。
ボニュー
声 - 小林ゆう
ギニュー特戦隊の元隊員で、パワーだけでなく冷静な判断力も備えた女戦士。ギニューが真っ先にスカウトしたほど隊の中でも優秀だったが、ファイティングポーズが嫌で脱退した経歴を持つ。ジースと出身地が同じで、赤い肌で白い髪をポニーテールにしている。悟空がナメック星脱出の際に使用したギニュー特戦隊の宇宙船にデータが残されていたため、カプセルコーポレーションの技術で復元したボニューの仮想データと戦えるようになる。本作が初登場となるオリジナルキャラクター。
ネッケ
ナメック星人の子供。フリーザ軍兵士に襲われているところを悟飯に助けられる。辛い経験をしたせいで宇宙人を信じられなくなっており、水がいつものように飲めなくなったので悟飯に果物をもらう。ブルマの推測では、過度のストレスで頭や体に異常が出たことで水を飲んでも栄養補給ができなくなり、地球人のように食べ物で栄養を取れるようになったと考えられている。
後にドラゴンボールの力で他のナメック星人と共に地球にワープしたが、水だけでは生きられない体になったため地球にいたほうが食事にも困らないと考え、他のナメック星人と一緒に新しい星には行かず地球に残った。地球では数年間できる限り地球人との接触は避けていたが、迷子になっていたラムという女の子を助けたことでラムの父親に気に入られ、彼らの村に住むことになる。
スイッカ
フリーザ軍の兵士。フリーザ軍の名シェフとして多少名が知られている。他の兵士とは違い好戦的ではなく、ナメック星でしかとれない幻のフルーツを手に入れるために、わざわざ部隊に入れてもらいナメック星まで来た。部隊を抜け出して幻のフルーツを探しに来たところに悟飯とクリリンに遭遇し、彼らに協力してもらって幻のフルーツであるナメナメロン、アジサオレンジ、マイマイヤシの実を手に入れ最高のスイッカジュースを作り、悟飯たちにふるまう。
その後ナメック星が爆発する前におじさん宇宙人たちに助け出され、フリーザが倒されたために仕事がなくなると思い、これを機に宇宙の美味しい食べ物を紹介する宇宙ガイドを始める。
追加DLC「-BARDOCK- たったひとりの最終決戦」では、健在だった頃のバーダックにも食材探しをさせていたことが判明する。惑星ベジータ破壊前には、料理を献上した際に聞いたフリーザの「この惑星の料理を食べるのも最後」という言葉を不審に思い、バーダックに忠告しに来ていた。決戦に向かうバーダックに特製料理を渡し、再会を約束したもののそれが叶うことは無かった。
おじさん宇宙人、おばさん宇宙人
ナメック星に観光へ来たのんきな夫婦。宇宙を旅して回る金持ちの宇宙観光客であり、ナメック星は2432個目の星だという。緊張感が皆無で人の忠告を全く聞かない。人間がいる星は珍しく、もし現地人と会えた場合は案内を頼むようにしている。ナメック星ではマリス鉱石という宝石を探している。次にカッチン竜を食べに地球を訪れ、その次はヤードラット星の最高に甘い芋を食べに行った。
女研究員
声 - 桑島法子
カプセルコーポレーションに新しく入った研究員。ブリーフ博士のトレーニングルームの機能拡張をサポートした。容姿と声は『ドラゴンボール ファイターズ』に登場した人造人間21号のものだが、本作では触れられないため同一人物かどうかなど詳細は不明。また、何かの調査を行っているらしく、各地で意味深な言葉を呟いている。
ペーユ
追加DLC「新たなる覚醒（後編）」に登場。ハケン星からやってきた派遣戦士であり、万が一に備えてフリーザに「もし自分がやられたらドラゴンボールを集めて復活させる」という依頼を受けていた。しかしあと1個というところで悟空と遭遇してしまい、苦し紛れに宇宙船修理に必要な素材や地球の食べ物を探していると嘘を吐くが、悟空が全く疑わずにそれらを持ってきてくれたため、良心の呵責に耐え切れず全てを打ち明けた。その後、お詫びとしてドラゴンボールを渡すも、悟空が「強い奴と戦いたい」ということからフリーザ一味を復活させてしまい、一時は屈辱を受けたと怒ったゴールデンフリーザに殺されかけるが、悟空やビルスに助けられた。女好き。
スピーニ
追加DLC「-BARDOCK- たったひとりの最終決戦」に登場するサイヤ人。セリパを遠巻きに見つめる怪しい男で、彼女の依頼を受けたバーダックに問い詰められるも、実はセリパに惚れていたが自身の戦闘力の低さからセリパには相応しくないと考えて声を掛けられずにいた。バーダックに修行を付けられ、いずれ強くなって自分からセリパに会いに行くと誓い、話を聞いたセリパも満更でもない様子だったがセリパの死によってそれは叶わずに終わり、スピーニも惑星ベジータと運命を共にした。

### 雑魚敵キャラクター
雑魚敵キャラクターの一部の名称は攻略本に掲載されている。フィールド上には凶悪化して通常よりもパワーアップしている凶敵が出現することもある。
サイバイマンタイプ
- サイバイマン
- カイワレマン
- キュウコンマン
- テンネンマン

ガイコツロボタイプ
- ガイコツロボ壱型
- ガイコツロボ弐型
- ガイコツロボ参型
- アタックロボ
- アシストロボ
- リカバーロボ
- 携帯型戦闘ロボット
- 新型ピラフマシン
- スーパーピラフマシン
- 密猟用ロボット
- 桃白白マシン
- 暴走ロボット
- ヨージンボー

フリーザ軍兵士タイプ
- フリーザ軍一般兵
- フリーザ軍斥候兵
- フリーザ軍偵察兵
- フリーザ軍遊撃兵
- フリーザ軍戦闘兵
- フリーザ軍上級戦闘兵
- フリーザ軍エリート戦闘兵
- フリーザ軍特攻兵
- フリーザ軍上級特攻兵
- フリーザ軍エリート特攻兵

ドローンタイプ
- アタックドローン
- アシストドローン
- リカバードローン

RRメックタイプ
- RRメックソルジャー
- RRメックコマンダー
- RRメックジェネラル

RRビットタイプ
- RRアタックビット
- RRアシストビット
- RRリカバービット

バビディ隊タイプ
- バビディ隊
- バビディ突撃隊
- バビディ破壊隊
- バビディ特殊隊

強面の異星人タイプ
DLC「-BARDOCK- たったひとりの最終決戦」の最初のバトルのみ登場。
カナッサ星人タイプ
DLC「-BARDOCK- たったひとりの最終決戦」の特定のバトルのみ登場。
ならず者タイプ
DLC「波乱の天下一武道会」のクリア後のみ登場。
トロルタイプ
DLC「-DAIMA- 魔界の大冒険！ PART1」にのみ登場。
ゴブリンタイプ
DLC「-DAIMA- 魔界の大冒険！ PART1」にのみ登場。
魔人タイプ
DLC「-DAIMA- 魔界の大冒険！ PART1」にのみ登場。
憲兵隊タイプ
DLC「-DAIMA- 魔界の大冒険！ PART1」の特定のバトルにのみ登場。

### ボスキャラクター
メインストーリー中に戦うことになる強敵。メインストーリーにて死亡したキャラクターは神龍によって生き返らせることが可能であり、再戦できる。生き返らせた敵はいずれも生前より敵意や悪意が薄れており、悪事を働くことはない。また凶敵である雑魚敵を倒して行くと同じく凶悪化したボスが出現する。
ラディッツ
声 - 千葉繁
孫悟空（カカロット）の実兄。原作ではベジータ、ナッパ、ラディッツの3人では苦戦しそうな星があるからカカロットを勧誘しに来たと主張していたが、本作ではベジータとナッパとともに星を攻めた際に足を引っ張ったことを責められ、ベジータに「またしくじった時は覚悟しておくんだな」と宣告されており、それを聞いたラディッツが「弟（カカロット）を仲間に加えればもっとうまくやれる」と言い、地球へ向かったという経緯が描かれた。またピッコロと出会った際に「ナメック星人がなぜ地球にいるのか」と疑問に思うオリジナルシーンが追加された。
ナッパ
声 - 稲田徹
ベジータ
声 - 堀川りょう
第1章「サイヤ人襲来編」および追加DLC「そして10年後」クリア後要素「二人のサイヤ人編」のボス。第4章「復活の魔人ブウ編」ではバビディに洗脳されたベジータ（ゲーム内名称は「魔人ベジータ」）が中ボスとして登場する。
キュイ
声 - 竹本英史
ドドリア
声 - 長嶝高士
ザーボン
声 - 三浦祥朗
ギニュー特戦隊
ギニュー（声 - 小西克幸）、リクーム（声 - 佐々木誠二）、バータ（声 - 小野坂昌也）、ジース（声 - 岸尾だいすけ）、グルド（声 - 高戸靖広）
フリーザ / メカフリーザ / ゴールデンフリーザ
声 - 中尾隆聖
第2章「悪の帝王フリーザ編」、追加DLC「新たなる覚醒（後編）」、追加DLC「-BARDOCK- たったひとりの最終決戦」のボスおよび第3章「戦慄の人造人間編」の中ボス。本編では第二形態、第三形態、最終形態、フルパワー、メカフリーザと戦い、追加DLC「新たなる覚醒（後編）」では新たにゴールデンフリーザ、追加DLC「-BARDOCK- たったひとりの最終決戦」では本編で戦わなかった第一形態と戦闘する。
人造人間19号
声 - 堀之紀
人造人間20号（ドクター・ゲロ）
声 - 沢木郁也
人造人間17号
声 - 中原茂
人造人間18号
声 - 伊藤美紀
セルジュニア
声 - 藤本たかひろ
セル
声 - 若本規夫
第3章「戦慄の人造人間編」のボス。
バビディ
声 - 島田敏
本編では戦わないが、追加DLC「-TRUNKS- 希望の戦士」ではダーブラ戦に参戦する。
ダーブラ
声 - 大友龍三郎
第4章「復活の魔人ブウ編」の中ボスおよび、追加DLC「-TRUNKS- 希望の戦士」のボス。
ゲームクリア後に蘇生が可能だが、「天国で善人化した」というアニメ版の設定が引き継がれている。
プイプイ
声 - 麻生智久
ヤコン
声 - 幸野善之
魔人ブウ
声 - 塩屋浩三
第4章「復活の魔人ブウ編」のボスであり、本編全体のラストボス。
DLC「そして10年後」では、本編の最終決戦を再現した状態で最初に戦うボスとなる。
ミラ
声 - 高橋広樹
『ゼノバース』よりゲスト出演。ワールドマップ上に散らばる凶敵たちのボスであり、隠しボス。
ビルス
声 - 山寺宏一
追加DLC「新たなる覚醒（前編）」のボス。
ウイス
声 - 森田成一
新たなる覚醒（前編）の中ボス。悟空やベジータの修行相手を務める。
ピッコロ大魔王
声 - 島田敏
追加DLC「波乱の天下一武道会」のプロローグで戦う。このバトルでのみ少年時代の悟空を操作する。
桃白白
声 - 岸野幸正
本編ではNPCとして登場するが、追加DLC「波乱の天下一武道会」では中ボスとして登場し、天津飯と戦う。また、天津飯の過去を描くイベント「天津飯：鶴仙流修行録」では生身だった頃の桃白白と戦う。クリア後のサブストーリーでは悟空とも戦う。
天津飯
声 - 緑川光
追加DLC「波乱の天下一武道会」にて対戦する。
マジュニア
声 - 古川登志夫
追加DLC「波乱の天下一武道会」のボス。
パン
声 - 皆口裕子
追加DLC「そして10年後」にて対戦する。
孫悟天
声 - 野沢雅子
追加DLC「そして10年後」にて対戦する。
猛血虎
声 - 荒井聡太
追加DLC「そして10年後」の中ボスとして登場し、パンと戦う。
ウーブ
声 - 浦和めぐみ
追加DLC「そして10年後」のボス。
グロリオ
声 - 内山昂輝
追加DLC「-DAIMA- 魔界の大冒険！ PART1」の中ボス。
タマガミ・ナンバー・スリー
声 - 三宅健太
追加DLC「-DAIMA- 魔界の大冒険！ PART1」のボス。

## 舞台
舞台の名称は公式サイトに記載されている。アローエ岩群、コウダイホウ大地など本作で初めて付けられた地名が存在する。ギザード荒野は『ドラゴンボール改 サイヤ人来襲』が初出。また、オレンジシティの位置が本作の地図では『ドラゴンボール大全集』および『超全集』に掲載されている地図よりも少し西の位置に存在している。他の位置については前述の3つの地図で相違ない。
南東の山脈
深山幽谷の土地。北には大都市がある一方で南の山中は都会との交流が少なく、独自の文化を残している。悟空の住むパオズ山も含まれる。
DLC「波乱の天下一武道会」での行動範囲はパオズ山近辺まででオレンジシティやケーリン村には行けない。
孫悟空の家
悟空、悟飯、チチの住む家。北東には悟空が少年時代まで過ごした孫悟飯の家が今も残っている。
ヤムチャの隠れ家
ヤムチャとプーアルが隠れ住んでいた家とその周辺の砂漠。現在は無人。DLC「波乱の天下一武道会」ではまだヤムチャとプーアルが住んでいる。
オレンジシティ
南東エリアにある大都市。オレンジスターハイスクールを有する。セルゲーム後はミスター・サタンの功績を称え「サタンシティ」に改名する。
DLC「-TRUNKS- 希望の戦士」では廃墟と化しているが、ストーリーが進むと復興する。
ケーリン村
山間部の小さな村。ミスター・サタンの故郷であると言われているが、真相は不明。
南東の島々
海上に島々が点在する地域。人口は少なく、手付かずの自然が多い。
カメハウス
南東の海に浮かぶ島にある亀仙人の家。
ラッコ村
カメハウスから比較的近い場所にある村。
潜水艦
DLC「-TRUNKS- 希望の戦士」に登場。『絶望への反抗!!残された超戦士・悟飯とトランクス』同様に亀仙人たちが隠れ住んでいる。
東の大渓谷
奇岩が立ち並ぶ広大な渓谷。巨大な鉄橋や風車が特徴的。ラディッツの宇宙ポッドが落下した地域でもある。
ルッカ村
東の大渓谷エリアにある村。近くの草原にラディッツの宇宙ポッドが襲来する。
オリーブ村
東の渓谷エリアにある農村。後にネッケはここに住み着くことになる。
中央の原野
恐竜の闊歩する土地。人里から隔離されており、古代の生態系がそのまま残されている。悟飯の修行やベジータたちとの戦いの舞台。
ブレイク湿地
恐竜の生き残りが生息する密林。ここで悟飯がピッコロと修行することになる。
ギザード荒野
中央エリアにある荒野。悟空とベジータが戦うことになる。
バーレ村
中央エリアでは数少ない人の住む村。
界王星
蛇の道の先に浮かぶ小さな星で、界王が住んでいる。重力は地球の10倍ある。ベジータ・ナッパの襲来に備えて悟空が修行を行う。
西の大地
西の都を中心として多くの人が居を構える地域。作中に登場するのはジンジャータウンだけだが、設定上は他にも大小様々な街が衛星都市のように立ち並ぶ。ブウが人間を粘土に変えて作った家もここにある。
DLC「-TRUNKS- 希望の戦士」では人造人間の襲撃によって街は荒廃しているが、ストーリーが進むと復興する。DLC「波乱の天下一武道会」では西の都周辺までのみ探索可能。
西の都
地球随一の大都会。カプセルコーポレーションの本社もここにある。
ジンジャータウン
西の都と近い街。人造人間編ではセルに襲撃されてしまい、魔人ブウ編ではバビディと魔人ブウに襲撃されることになる。
西の森林
緑豊かな自然に囲まれた地方、カリン塔周辺は聖地として崇められる。
聖地カリン
森が広がるエリア。多数の動物が暮らしている。天高くそびえるカリン塔がある。
神様の神殿
カリン塔の遙か上空にある地球神の神殿。外界の1日が1年に相当する空間・精神と時の部屋が存在する。
ナメック星
地球の神の故郷の星。フリーザとの戦いで爆発してしまうが、ナメック星人たちはよく似た星に移住し、以降はその同じ地形の新ナメック星が探索可能になる。
最南端の島々
常夏の島々。その暮らしやすい気候から人口は多く、リゾート地としても知られる。DLC「波乱の天下一武道会」の主な舞台で、クリア後はパパイヤタウンにも移動可能。
パパイヤタウン
南の島々にある町。天下一武道会の会場の近くにある。人造人間19号、20号が出現する。
天下一武道会会場
数多くの武道家が数年に1度集い、天下一を決める武道会場。
DLC「波乱の天下一武道会」では第23回当時の状態で登場するが、クリア後は悟空とマジュニアの闘いで更地と化してしまう。
北の山脈
雪に包まれた極寒の土地。本作ではドクター・ゲロの研究所はここにある。周囲を取り囲むように長大なハイウェイが敷かれている。
ダーリンジ氷湖
北の山脈エリアにある凍り付いた湖。
ベルズ村
ダーリンジ氷湖のほとりにある村。ジングル村からスノや人造人間8号が来ることもある。
大陸の中央部
大平原が広がる地域。古くから人や情報が集まる場所であった。
コウダイホウ大地
大陸の中央部の大平野。セルゲームの舞台になる。
ジンロン村
西の大砂漠
広大な砂漠地帯。過酷な環境で中央の目が行き届いておらず、貧困層が多い。
アローエ岩群
砂と岩場で構成された西の砂漠エリア。
ナムの村
ナムの故郷。
界王神界
界王たちの神である界王神の住む聖地。悟空たちがフルパワーで戦っても簡単には壊れない。魔人ブウとの最終決戦の舞台。
ビルス星
DLC「新たなる覚醒」に登場。破壊神ビルスの住む星。悟空とベジータは神の領域の力を得るべくここで修行に励むことになる。
辺境の湿地帯
DLC「新たなる覚醒（後編）」に登場。復活したフリーザ軍が攻めてきた地域。地球の戦士たちはここでフリーザ配下の大軍と激突する。
惑星ベジータ
DLC「-BARDOCK- たったひとりの最終決戦」に登場。在りし日の惑星ベジータ。ツフル人や地上げ先の惑星から強奪したテクノロジーによって高い文明を誇る。都市のように巨大なフリーザ軍基地の周囲には荒野が広がり、北西にはサイヤ人の集落がある。
カナッサ星
DLC「-BARDOCK- たったひとりの最終決戦」に登場。バーダックたちが襲撃する惑星。超能力を身に付けられるエネルギーが存在するとされる。
惑星ミート
DLC「-BARDOCK- たったひとりの最終決戦」に登場。療養中のバーダックを置いてトーマたちが襲撃した惑星。イベントと戦闘のみで探索はできない。
長尻尾の異星人が住む星
DLC「-BARDOCK- たったひとりの最終決戦」のベジータ王子編に登場。ベジータとナッパが襲撃した惑星。ここでベジータたちは惑星ベジータの消失を知る。
キングキャッスル跡地
DLC「波乱の天下一武道会」に登場。国王の居城だったがピッコロ大魔王の爆力魔波によって更地と化した。悟空とピッコロ大魔王の決戦の舞台。
第3魔界荒野
DLC「-DAIMA- 魔界の大冒険！ PART1」に登場。悟空、界王神、グロリオの3人が最初に到着した魔界。空がピンク色で浮島や集落、スカイシード乗り場が存在している。
第3魔界タマガミの町
DLC「-DAIMA- 魔界の大冒険！ PART1」に登場。タマガミ・ナンバー・スリーの近くに存在する集落。魔界のドラゴンボールを巡って悟空がタマガミ・ナンバー・スリーと激闘を繰り広げた。

## イベントアイテム
ストーリーの進行やイベントを発生させるために必要な貴重なアイテム。
神バナナ
バブルスの好物であり、極上の甘さと深い味わいを持つバナナ。界王によると、数万年前に地球に種が持ち込まれたという。ジャングルの奥地でしか育たないため非常に高価であり、いつでも手に入るわけではないが、売っているとしたら1000万ゼニーほどになる。
七色水晶
デンデによる神龍のパワーアップに必要な素材であり、非常に希少な鉱石。大昔にカメハウスの南方で七色水晶を積んだ船が難破しており、沈没船とともに海の底に沈んでいる。
マリス鉱石
ナメック星でしか採れないと言われている貴重な宝石。全宇宙宝石ランキング辞典によると、レア度で19位につけている希少なもの。
ナメナメロン
ナメック星の幻のフルーツの1つ。岩場付近に生っており、ヌメヌメしているメロン。ぬるっとした口当たりで、噛めば口中に甘い果汁があふれ出す。普通の人が食べると何もないが、スイッカの種族が食べると興奮状態に陥る成分が入っている。
アジサオレンジ
ナメック星の幻のフルーツの1つ。樹木の根に生っている、花のような香りがするオレンジ。花の蜜の香りの中にオレンジの香りが含まれ、美味であり柔らかいため皮も食べられる。少しの時間だけ飛躍的に体を活性化し、力を何十倍にする効果があるが、ナメナメロンと同じくその効果が得られるのはスイッカの種族のみ。
マイマイヤシの実
ナメック星の幻のフルーツの1つ。高地の木で実ったものが地面に落ちて、さらに転がり落ちることで成熟していくヤシの実。殻は非常に硬く、これを割るためにスイッカはナメナメロンとアジサオレンジを食べて超パワーを得て、スイッカジュースを作った。また、ナメナメロンはヤシの実の味をさらに濃厚にし、アジサオレンジの香りはジュースの完成度をさらに高める役目もある。

## 楽曲
オープニングテーマ
CHA-LA HEAD-CHA-LA　
作詞：森雪之丞、作曲：清岡千穂、編曲：山本健司、歌：影山ヒロノブ
オープニングムービーはサイヤ人編から魔人ブウ編までの場面を再現したものとなっている。大半はゲーム中のムービーを用いたものだが、一部は原作アニメのオープニング映像に合わせて該当シチュエーションのムービーが用いられたり、専用のムービーが作られている。

## ダウンロードコンテンツ
インターネットに接続して、追加コンテンツをダウンロードできる。

### 有料DLC
| 名称                                                        | 内容 | 配信日                                       |
| ----------------------------------------------------------- | --- | -------------------------------------------- |
| シーズンパス1                                               | ・追加エピソードセット 「新たなる覚醒」（前編/後編） ・追加シナリオ 「-TRUNKS- 希望の戦士」                                              | 2020年1月16日                                |
| 追加エピソードセット 「新たなる覚醒」（前編/後編）          | ・新規フォームチェンジ 「超サイヤ人ゴッド」（前編） 「超サイヤ人ゴッドSS」（後編） ・経験値付与アイテム（前編） ・レベル上限解放（後編） | 2020年4月28日（前編） 2020年11月17日（後編） |
| 追加シナリオ 「-TRUNKS- 希望の戦士」                        | 人造人間強襲バトル 研究者とのアイテム交換                                                                                                | 2021年6月11日                                |
| アニソン&BGMパック 〜ドラゴンボールZ KAKAROT セレクション〜 | 『ドラゴンボール』、『ドラゴンボールZ』、『ドラゴンボール改』の主題歌やBGMに変更可能                                                     | 2020年4月28日                                |
| シーズンパス2                                               | ・追加シナリオセット 「-BARDOCK- たったひとりの最終決戦」「波乱の天下一武道会」「そして10年後」                                          | 2023年1月12日                                |
| 追加シナリオ 「-BARDOCK- たったひとりの最終決戦」           | 殲滅イベント ベジータ王子編 | 2023年1月12日                                |
| 追加シナリオ 「波乱の天下一武道会」                         | 地上バトル パトロールイベント | 2023年8月17日                                |
| 追加シナリオ 「そして10年後」                               | 地上バトル 二人のサイヤ人編 思い出の地巡り                                                                                               | 2024年2月21日                                |
| -DAIMA- 魔界の大冒険！パック                                | ・追加シナリオセット 「-DAIMA- 魔界の大冒険！PART1」 「-DAIMA- 魔界の大冒険！PART2」                                                     | 2025年2月27日                                |
| 追加シナリオ 「-DAIMA- 魔界の大冒険！PART1」                | 新しい仲間キャラクター 魔界のウワサ | 2025年7月17日                                |
| 追加シナリオ 「-DAIMA- 魔界の大冒険！PART2」                | 詳細未定 | 2026年2月28日までに配信予定                  |

#### 新たなる覚醒（前編）
劇場版『ドラゴンボールZ 神と神』をベースとした追加エピソード。原作映画とは異なり、ビルス星を舞台にウイスとの修行に励み、ビルスとの手合わせを目指す内容となっている。いつでもプレイすることが可能。使用可能キャラクターは悟空とベジータのみ。ウイスとの修行では課題が設定され、達成することで経験値付与アイテム「神水」が貰える。修行を進めると本編の進行度に関係なく新フォームが会得可能で、最終的には超サイヤ人ゴッドに覚醒する。悟空、ベジータ双方で超サイヤ人ゴッドとなってビルスとの戦いをクリアするとストーリーは終了だが、修行は以降も可能。ストーリーをクリアすると新たに2個のサブストーリーが追加される。なお、レベル250のビルスと戦える「破壊神への挑戦」は超サイヤ人ゴッドを習得しているか否か関係なく挑戦可能。

#### 新たなる覚醒（後編）
劇場版『ドラゴンボールZ 復活の「F」』をベースとした追加エピソード。原作映画同様に復活したフリーザ軍との戦いを繰り広げるが、ギニュー特戦隊などフリーザ以外も復活して戦う、原作では不参加だったヤムチャや18号なども参戦するといったオリジナル展開がある。一方で、ソルベやジャコなど本編に登場していないキャラクターは登場しない。本編のメインストーリーをクリアし、新たなる覚醒（前編）で悟空、ベジータ双方が超サイヤ人ゴッドを会得するとプレイ可能になる。数十から数百人を相手にする「群集バトル」が追加されている。ビルス星での修行も引き続き可能で、悟空とベジータは新たに超サイヤ人ゴッドSSが会得でき、超サイヤ人ゴッドSSを会得するとレベル上限が250から300まで引き上げられる。ストーリーをクリアすると新たに3個のサブストーリーが追加されるほか「破壊神への挑戦」よりさらに難易度の上がった「破壊神への挑戦II」に挑戦できるようになる。サブストーリー「フリーザ軍のトレーニング」をクリアすると倒すたびに強くなり、最終的にはレベル300のゴールデンフリーザと戦えるようになる「不屈の帝王」に挑戦できるようになる。
Switch版は「新たなる覚醒（前編/後編）」が同時収録されている。

#### -TRUNKS- 希望の戦士
悟空が心臓病で死亡した歴史を舞台とした追加シナリオ。主人公は青年のトランクスだが、序盤のみ少年期を操作する。テレビスペシャル『ドラゴンボールZ 絶望への反抗!!残された超戦士・悟飯とトランクス』の時代から、漫画版『ドラゴンボール超』で語られた未来のバビディ一味との戦いまでを描く。いつでもプレイすることが可能。「新たなる覚醒」とは異なり、アイテムやパラメーターは本編とは共有しない。クリアすると、こちらで解禁された技やスキルを本編のトランクスも習得可能になる。17号と18号撃破前は、ドローンに探知されると高レベルの17号と18号に襲撃される「人造人間強襲バトル」が発生するため、探知を逃れたりドローンを破壊しつつ進まなければならない要素がある。レベル上限は250まで。
PS5、XSX/S版ではシーズンパス1を同梱する形で「新たなる覚醒（前編/後編）」と共に同時収録されている。

#### -BARDOCK- たったひとりの最終決戦
悟空が生まれた頃を舞台とした追加シナリオ。主人公はバーダック。テレビスペシャル『ドラゴンボールZ たったひとりの最終決戦〜フリーザに挑んだZ戦士 孫悟空の父〜』をベースとしている。あくまでテレビスペシャルのみがベースであり、『ドラゴンボール エピソード オブ バーダック』や『DRAGON BALL－ 放たれた運命の子供』などの設定は反映されていない。いつでもプレイすることが可能。「-TRUNKS- 希望の戦士」同様、アイテムやパラメーターは本編とは共有しない。カナッサ星では群集バトルをさらに大人数および分散化した「殲滅イベント」が追加されており、街周辺の3つの各拠点で発生する群集バトルに勝利することで街の群集バトルの人数を減らすことができるという要素がある。クリア後には同時間軸のベジータ王子の視点を体験するショートストーリー「ベジータ王子編」がプレイ可能。レベル上限は250まで。

#### 波乱の天下一武道会
『ドラゴンボールZ』の前作『ドラゴンボール』における第23回天下一武道会編をベースとした追加シナリオであり、本編の前日談にあたる。少年時代の悟空とピッコロ大魔王との戦いから始まり、第23回天下一武道会での激戦を描く。いつでもプレイすることが可能で、他追加シナリオ同様にアイテムやパラメーターは本編とは共有しない他、本シナリオのみ料理を食べてもブーストアップのみでステータスアップはしない。舞空術による空中戦が主体となる以前の出来事であるため、バトルは本編と異なる地上バトルとなっている。また、フィールド探索中にも舞空術は使えず、飛行は筋斗雲を使ってのみ可能。天下一武道会では場外負けやダウンからの復帰といった独自ルールが適用される。クリア後は悟空の結婚後の時期に移り、複数の地域への移動が解禁されると同時に、ならず者を退治するパトロールイベントが発生する。レベル上限は150まで。

#### そして10年後
魔人ブウ編から10年後となる魔人ブウ（純粋）の生まれ変わりであるウーブとの出会いを描いた『ドラゴンボールZ』のエピローグの第28回天下一武道会をベースとした追加シナリオ。メインストーリーのその後となるが、クリアしていなくてもプレイ可能で、他追加シナリオ同様にアイテムやパラメーターは本編とは共有しない。一部のバトルは「波乱の天下一武道会」同様地上バトルとなっている。「-BARDOCK- たったひとりの最終決戦」同様、原作当時に基づいており、後年の設定は基本的に反映されていない。クリア後は第28回天下一武道会終了後の時期となり、過去の敵であるフリーザ、セル、魔人ブウ（純粋）とイメージトレーニングした後、本気のベジータと決闘するオリジナルストーリー「二人のサイヤ人編」がプレイ可能となる。なお、本コンテンツで解禁される技やスキルはクリア後に本編の悟空も習得可能となる。さらに特定のサブストーリーをクリアすると過去の敵とイメージトレーニングしつつ思い出を入手していく要素「思い出の地巡り」が解禁される。レベル上限は300まで。

#### -DAIMA- 魔界の大冒険！ PART1
魔人ブウ編から約1年後を舞台とした追加シナリオのPART1。アニメ『ドラゴンボールDAIMA』をベースとしている。PART1ではタマガミ・ナンバー・スリーとの激闘までを追体験可能。メインストーリーのその後となるが、メインストーリーをクリアしていなくてもプレイ可能。他追加シナリオ同様にアイテムやパラメーターは本編とは共有しない。Z大全集が「魔界大全集」と呼ばれる要素に変化しており、本コンテンツに登場したキャラクターやストーリー、フィールドなどのみが掲載されている他、思い出の地も「魔界のウワサ」に変化しているなど独自要素が多い。『DAIMA』本編同様、回復アイテムも虫系のものとなっている。さらに本コンテンツでは地上バトルのみとなっている他、パーティにゲストキャラクターが追加された。スカイシードや飛行機などのファストトラベルを除けばフィールド探索も地上でのみ行われる。レベル上限は250まで。
本コンテンツの発売に合わせてPART1とPART2を同梱した「DAIMAエディション」が全プラットフォームにて発売された。

#### -DAIMA- 魔界の大冒険！ PART2
PART2ではゴマーとの最終決戦まで追体験できる予定。

### 無料DLC
| 名称           | 内容                                                         | 配信日         |
| -------------- | ------------------------------------------------------------ | -------------- |
| バージョン1.02 | サブストーリー11個                                           | 2020年1月16日  |
| バージョン1.06 | 新要素「タイムマシン」                                       | 2020年3月19日  |
| バージョン1.30 | ・新要素「ドラゴンボール カードウォリアーズ」 ・強化「ミラ」 | 2020年10月28日 |
|                | サブストーリー「伝説のスーパーサタン」                       | 2024年7月04日  |

## 評価
『ファミ通』の1623号クロスレビューではジゴロ☆芦田が8点、戸塚伎一が8点、くしだナム子が9点、卵を守る雨宮が9点をつけ、40点満点中34点でゴールド殿堂入りとなった。

## 売上
『ファミ通』発表の売上ランキングで、発売初週に8万9,537本を売上、初登場2位を獲得した。

### 日本国外
アメリカやヨーロッパなどの国々では2020年1月17日に発売。
イギリスでは2020年1月18日付けの販売チャートで初登場1位を獲得した。
フランスでは2020年1月19日付けの販売ランキングで、PS4版が1位、Xbox One版が2位、PS4版のコレクターズエディションが3位を記録し、1位から3位までの上位を本作が占めた。
スイスでは2020年1月第3週の販売ランキングで初登場1位を獲得した。
ドイツでは2020年1月第3週の販売ランキングでPS4部門で1位、Xbox One部門で1位を記録し、PS4版とXbox One版が共に初登場1位を獲得した。
韓国では2020年1月15日から1月21日付けの販売ランキングで本作が初登場1位を獲得した。
スペインでは2020年1月13日から19日までの販売ランキングで本作が初登場1位を獲得した。
アメリカでは2020年1月の販売ランキングでPS4部門とXbox One部門で本作が両部門で1位を獲得した。発売月の売上高は、アメリカで発売された『ドラゴンボール』のゲーム史上3番目に高い数字となった。
プレイステーションフォーマットタイトルの表彰を行なう表彰式「PlayStation Partner Awards 2020 Japan Asia」では、日本・アジア地域で開発されたソフトウェアメーカーのタイトルで、2019年10月より2020年9月の全世界売上の上位3作品に贈られる「グランドアワード」に選出された（他2作は『eFootball ウイニングイレブン 2020』『ファイナルファンタジーVII リメイク』）。

## 書籍
- 『ドラゴンボールZ KAKAROT ワールドトラバースガイド』集英社〈Vジャンプ・コミックス〉 ISBN 978-4-08-779782-4